# Kim Min-jeong
Kim Min-jeong-(Eun-kyung) (kor. 김민정 ;ur. 8 sierpnia 1988) – południowokoreańska judoczka. Olimpijka z Rio de Janeiro 2016, gdzie zajęła piąte miejsce w wadze ciężkiej.
Brązowa medalistka mistrzostw świata w 2017 i dwukrotnie w drużynie. Wicemistrzyni igrzysk azjatyckich w 2018; trzecia w 2014. Zdobyła cztery medale na mistrzostwach Azji w latach 2015 – 2019. Wygrała uniwersjadę w 2013 w drużynie; druga w 2015 roku.

## Letnie Igrzyska Olimpijskie 2016
| Konkurencja | Rundy eliminacyjne            | Rundy eliminacyjne   | Repasaże                  | Repasaże        | Klas. końcowa |
| Konkurencja | Przeciwnik I                  | Przeciwnik II        | Przeciwnik I              | Przeciwnik II   | Miejsce       |
| ----------- | ----------------------------- | -------------------- | ------------------------- | --------------- | ------------- |
| +78 kg      | Maria Suelen Altheman (BRA) Z | Idalys Ortíz (CUB) P | Tessie Savelkouls (NED) Z | Yu Song (CHN) P | 5.            |